# Elateroides
Elateroides es un género de coleópteros de la familia Lymexylidae, que contiene las siguientes especies:
- Elateroides dermestoides (Linnaeus, 1761)
- Elateroides flabellicornis (Schneider, 1791)
- Elateroides lugubris (Say, 1835)
- Elateroides nigrocephalus
- Elateroides reitteri
- Elateroides stoeckleini

| Elateroides | \| \| Elateroides dermestoides \| \| \| \| \| \| Elateroides flabellicornis \| \| \| \| \| \| Elateroides lugubris \| \| \| \| |
|             | \| \| Elateroides dermestoides \| \| \| \| \| \| Elateroides flabellicornis \| \| \| \| \| \| Elateroides lugubris \| \| \| \| |
|             | Arractocetus |
|             | |
|             | Atractocerus |
|             | |
|             | Australymexylon |
|             | |
|             | Fusicornis |
|             | |
|             | Hymaloxylon |
|             | |
|             | Lymexylon |
|             | |
|             | Melittomma |
|             | |
|             | Melittommopsis |
|             | |
|             | Protomelittomma |
|             | |
|             | Raractocetus |
|             | |
|             | Urtea |
|             | |
|             | Elateroides dermestoides |
|             | |
|             | Elateroides flabellicornis |
|             | |
|             | Elateroides lugubris |
|             | |

|  | Elateroides dermestoides   |
|  |                            |
|  | Elateroides flabellicornis |
|  |                            |
|  | Elateroides lugubris       |
|  |                            |